# 藤本哉汰
藤本哉汰（日语：藤本哉汰，2003年7月14日—）是日本男演員和模特，隶属于JobbyKids Productions。

## 演出作品

### 电视剧
- 《女城主直虎》－饰：亀之丞幼年

### 广播剧
- FM剧场（日语：FMシアター）《在九岁的时候（9歳のときに）》（2013年3月9日，NHK FM）－饰：野口晶（主演）

### 电影
- 向日葵与幼犬的七天（2013年，松竹映画）－饰：神崎冬树
- 四月是你的謊言（2016年，東寶映画）－飾：有馬公生（幼少期）
- 兒童食堂（2019年，パル企画）－飾：高野裕人（小學5年級學生）

### 广告
- 岩谷产业 富士泉水（富士の湧水） （2010年－）[1]

- Agatsuma（日语：アガツマ）《面包超人》系列

- 西日本电信电话（日语：NTT西日本） FLET'S光 出租车司机篇

- SEIBAN（日语：セイバン） 天使的翅膀（日语：天使のはね） 皇家型号 2011年版

### 音乐录影带
- Sata Andagi（日语：サーターアンダギー (ユニット)）《你是辻（日语：君が辻/夢の扉）》（2011年）－饰：少年

### 活动
- 有趣的艺术奇境展（おもしろびじゅつワンダーランド展）内览会（2012年8月7日，三得利美術館）[2][3]